# Хуту
Ху́ту (також бху́тту) — народ у центральній Африці, основне населення Руанди й Бурунді. Відповідно до даних ЦРУ США 84 % населення Руанди й 85 % населення Бурунді є хуту. Історично основним заняттям хуту було землеробство. Розмовляють, в основному, мовами групи банту, панівна нині релігія — католицизм.

## Історія
Хуту переселились в район Великих Африканських озер у I столітті з півночі, витісняючи пігмеїв тва, які до того часу займали панівне становище в області.
У XV столітті хуту були підкорені тутсі. Влада тутсі над хуту підтримувалась Бельгією до 1962 року, поки регіон не було поділено на Руанду й Бурунді. Хуту отримали повний контроль над Руандою, що 1994 року призвело до геноциду тутсі, 800 000 були вбиті,. В результаті конфлікту загинуло близько мільйона осіб (14 % населення Руанди).
До початку геноциду в Руанді поділ на хуту й тутсі мав здебільшого соціальний характер, між цими етнічними групами вже не було мовних і культурних розбіжностей, а фізичні відмінності багато в чому стерлись через міжетнічні шлюби, хоча донині поширено уявлення, що хуту нижчі за зростом, та що їхня шкіра є темнішою. За часів бельгійського колоніального правління національність була записана в ідентифікаційній картці руандійця, при цьому запис про національність дитини відповідав запису про національність його батька.
Через конфлікти між хуту й тутсі обстановка в регіоні Великих Африканських озер залишається напруженою[джерело?].